# Zollhaus Amtsstraße 3
Das ehemalige Zollhaus Amtsstraße 3 in der niedersächsischen Gemeinde Loxstedt, Ortsteil Dedesdorf/Landwürden, im Landkreis Cuxhaven, stammt vom Anfang des 19. Jahrhunderts. Aktuell (2024) wird es nicht genutzt.
Das Gebäude steht unter Denkmalschutz (siehe auch Liste der Baudenkmale in Loxstedt).

## Geschichte
Der Ort ist vermutlich seit dem 11. bzw. 12. Jahrhundert eng mit einer Fährverbindung über die Weser verbunden, die auch heute noch besteht. Im frühen 17. Jahrhundert gab es auf der westlichen Weserseite erstmals den Namen Kleinen Siel und später Kleinensiel.
Am Weserdeich bestand seit dem 17. Jahrhundert eine Fährverbindung nach Kleinensiel. Der Handel des 18. und 19. Jahrhunderts kreuzte somit in Dedesdorf auf der Weser und auch über den Fluss. Zur Zeit der französischen Okkupation wurde 1810 ein Zollhaus errichtet, das ursprünglich am Außendeich stand und gegen Ende der Besatzungszeit von den Bewohnern Eidewardens zerstört und danach in Gedenken wieder aufgebaut wurde.
Das neue eingeschossige quadratische Gebäude in Backstein mit ziegelgedecktem Zeltdach mit einem großen Tor wurde 1813 (Inschrift) nunmehr im Amtsgarten wieder errichtet.
Das Landesdenkmalamt befand u. a.: „… An der Erhaltung des ehemaligen Zollhauses besteht somit aus geschichtlichen Gründen wegen des orts- und heimatgeschichlichen Zeugniswerts ein öffentliches Interesse. ….“